# Совиццо
Совиццо (итал. Sovizzo) — коммуна в Италии, располагается в провинции Виченца области Венеция.
Население составляет 5974 человека (на 2004 г.), плотность населения составляет 381 чел./км². Занимает площадь 15 км². Почтовый индекс — 36050. Телефонный код — 0444.
В коммуне 15 августа особо празднуется Успение Пресвятой Богородицы.